# Jaime Serra Puche
Jaime José Serra Puche (Cidade do México, 11 de janeiro de 1951) é um economista mexicano. Sua experiência profissional inclui o desenho de estratégias de investimento no México para as empresas estrangeiras e aconselhamento para empresas mexicanas interessadas em se tornarem atores regionais na América do Norte.